# Saint-Aubin-du-Perron
Pour les articles homonymes, voir Saint-Aubin et Perron.
Saint-Aubin-du-Perron est une ancienne commune française du département de la Manche et de la région Normandie, peuplée de 230 habitants, devenue commune déléguée le 1er janvier 2019 au sein de la commune nouvelle de Saint-Sauveur-Villages.

## Géographie

### Localisation
L'altitude est comprise entre 15 et 88 mètres, le territoire couvre 762 hectares.
| Vaudrimesnil                         | Périers, Saint-Martin-d'Aubigny         | Saint-Martin-d'Aubigny               |
| Vaudrimesnil, Saint-Sauveur-Lendelin | Saint-Aubin-du-Perron                   | Saint-Martin-d'Aubigny               |
| Saint-Michel-de-la-Pierre            | Saint-Michel-de-la-Pierre, Le Mesnilbus | Saint-Martin-d'Aubigny, Le Mesnilbus |

## Toponymie
Le nom de la localité est attesté sous la forme Sanctus Albinus en 1176. La paroisse était dédiée à Aubin d'Angers, évêque au VIe siècle.
Le nom a évolué à plusieurs reprises. Au cours du XIIIe siècle, le nom devient Saint-Aubin-de-la-Pierre (Sanctus Albinus de Petra) puis, au cours du XIVe siècle, et jusqu'à au moins 1712, Saint-Aubin-d'Aubigny (Sanctus Albinus de Albigneyo). Ce n'est qu'au cours du XVIIIe siècle qu'apparaît l'actuel nom de Saint-Aubin-du-Perron à la suite de l'ordonnance de juin 1676 signée par le roi au camp de Ninove et délivrée à la Cour de Rouen le 8 août suivant ; le nom mettra un demi-siècle à s'implanter définitivement.
Le déterminant Perron (« lieu empierré ») est un affixe destiné peut-être à rendre plus solennelle la reconnaissance du rattachement en 1685 de l'emplacement de l'église paroissiale au fief de Virville (qui relevait directement du roi) en lieu et place de son rattachement à l'abbaye de Blanchelande (qui relevait de la baronnie d'Aubigny) ou pour rendre hommage au cardinal Davy du Perron dont la famille était originaire du lieu, à moins que cela n'ait trait à l'érection, en 1676, en châtellenie des domaines réunis du Perron et de la Hézardière. In fine, cette nouvelle appellation mettait un terme à une redondance puisque le radical Aubigny (Albigneium ou Albigneyo) correspond déjà au nom du saint patron, Aubin. L'abbé Lecanu, dans son Histoire du diocèse de Coutances et Avranches, retient comme seule cause l'hommage rendu au cardinal du Perron.
Le gentilé est Saint-Aubinais. En patois local, les habitants étaient surnommés les « bétournés » (« mal tournés ») du fait d'une orientation sud-nord de l'église différente de l'orientation est-ouest usuelle apparue dès l'époque paléochrétienne et devenue une règle à partir du XIe siècle. Si le terrain ne s'y oppose pas, les édifices religieux tournent leur chevet vers l'est (le levant) et s'ouvrent à l'ouest (le couchant) respectant en cela une symbolique religieuse.
De nombreux noms de lieux-dits se déclinent en Hôtel suivi d'un nom de personne. Cette formulation se retrouve de façon très importante dans le Centre-Manche, dans deux anciens cantons limitrophes du Calvados et de façon marginale dans l'Orne. Une étude publiée en 1954 dans les Annales de la Normandie indique que la zone très dense d'utilisation de ce type de nom de lieu-dit correspond à la zone comprise entre celle de forte utilisation de noms scandinaves au Nord et celle de forte utilisation de noms gallo-romains au Sud. Il s'agirait donc vraisemblablement de lieux issus du défrichement intense connu aux XIIIe et XIVe siècles.

## Histoire
L'histoire médiévale et jusqu'au milieu du XIXe siècle de Saint-Aubin du Perron, ainsi que des autres communes du canton de Saint-Sauveur-Lendelin, a été synthétisée dans l'Annuaire du département de la Manche.
Il y eut à Saint-Aubin plusieurs fiefs nobles relevant du roi : ceux du Perron, de la Hézardière, de Hotot, de Champeaux et de Virville.
Dès le début du XVIIe siècle, Saint-Aubin était la possession de la famille Davy.
L'ancien fief de l'Antillière fut la possession des Touches dont est issu Louis-Ferdinand des Touches (1894-1961) dit Céline.
À la suite des évènements du 15 mars 1792 survenus au Mesnilbus et relatifs à l'enrôlement dans l'armée de la Manche pour combattre les Vendéens (notamment lors du siège de Granville) le représentant de la Convention Jean-Baptiste Le Carpentier, député de la Manche, en représailles fait décider par l'administration départementale le démembrement de la commune du Mesnilbus entre quatre communes dont celle de Saint-Aubin-du-Perron, d'où un accroissement temporaire du nombre d'habitants et de la superficie communale.
En 1823/1824, la partie sud-ouest du territoire est restituée à la commune du Mesnilbus rétablie dans ses droits.
Au cours de la Première Guerre mondiale, dix-neuf Saint-Aubinais sont morts pour la France, soit près de 6 % de la population communale.
Comme beaucoup d'autres dans la région, la commune de Saint-Aubin-du-Perron a très durement souffert durant la bataille de Normandie en 1944 : elle a été décorée de la croix de guerre 1939-1945 par décret du 11 novembre 1948.
La commune nouvelle de Saint-Sauveur-Villages est créée le 1er janvier 2019 après la fusion de Ancteville, Le Mesnilbus, La Ronde-Haye, Saint-Aubin-du-Perron, Saint-Michel-de-la-Pierre, Saint-Sauveur-Lendelin et Vaudrimesnil.

## Politique et administration
La Révolution française a débouché sur la mise en place de « municipalités cantonales » (Saint Aubin dépendait de celle de Saint-Sauveur-Lendelin). La constitution du 22 août 1795 (5 fructidor), met en place un « agent municipal » élu (pour deux ans) dans chaque commune et qui participe à l'administration de la municipalité cantonale. La loi municipale du 28 pluviôse an VIII (17 février 1800) a institué le titre de maire en remplacement de celui d'agent municipal.
Le premier à avoir été élu (an VIII - 1800) maire de Saint-Aubin-du-Perron est Louis Francois Ledot,. Il avait déjà été élu agent municipal depuis l'an VI (1798).
L'an XIII de la République (1805) lui succède Léon Eudes, puis Pierre Lajoye de 1825 à 1832, puis Jean Vauttier de 1832 à 1847, puis François Joseph Davy de Virville de 1848 à 1869, puis Jules d'Auxais (également député de la Manche, vice-président du conseil général) de 1869 à 1881, puis Adrien Davy de Virville de 1881 à 1885, puis Gustave Lebailly de 1885 à 1901 (adjoint : Louis Emmanuel Ledot).
Le premier maire élu au XXe siècle (1902) est M. Lesaulnier (adjoint : M. Poutrel).
| Période                                                                              | Période       | Identité                  | Étiquette | Qualité |
| ------------------------------------------------------------------------------------ | ------------- | ------------------------- | --------- | --- |
| …1792                                                                                | 1792…         | Pierre Davy de Virville   |           | |
| …1794                                                                                | 1794…         | Pierre Angot              |           | |
| …1796                                                                                | 1797…         | François Jouvet           |           | |
| …1800                                                                                | 1804          | Louis François Ledot      |           | |
| 1804                                                                                 | 1815          | Léon Eudes                |           | |
| 1815                                                                                 | 1815          | Jean-Baptiste Demeulin    |           | |
| 1815                                                                                 | 1823          | Léon Eudes                |           | |
| 1823                                                                                 | 1826          | Pierre Lajoye             |           | faisant fonction |
| 1826                                                                                 | 1832          | Pierre Lajoye             |           | |
| 1832                                                                                 | 1848          | Jean Vaultier             |           | |
| 1848                                                                                 | 1869          | François Davy de Virville |           | |
| 1869                                                                                 | 1881          | Jules d'Auxais            |           | Châtelain du Perron Membre du conseil général de la Manche Représentant du canton de Saint-Sauveur-Lendelin (1876-1879) Député monarchiste de la manche (1871-1876) Sénateur (1876-1879) |
| 1882                                                                                 | 1884          | Louis Davy de Virville    |           | |
| 1885                                                                                 | 1901          | Gustave Lebailly          |           | |
| 1901                                                                                 | 1907          | Louis Lesaulnier          |           | |
| 1907                                                                                 | 1914          | Aymar Davy de Virville    |           | |
| 1914                                                                                 | 1914          | Albert Lebailly           |           | |
| 1914                                                                                 | 1918          | Aimable Ledot             |           | faisant fonction |
| 1919                                                                                 | 1951          | Albert Lebailly           |           | |
| 1951                                                                                 | 1965          | Constant Lepetit          |           | |
| 1965                                                                                 | 1989          | Michel Grimaux            |           | |
| 1989                                                                                 | mars 2001     | Fernand Robert            |           | |
| mars 2001                                                                            | décembre 2018 | Rose-Marie Duval          | SE        | Professeur des écoles |
| Une partie des données est issue d'une liste établie par Jean Pouëssel et Marc Almy. |               |                           |           | |

Le conseil municipal était composé de onze membres dont le maire et trois adjoints.
Du fait des évolutions administratives récentes, la commune a été rattachée à compter du 1er janvier 2014, à la communauté du Bocage coutançais, entité regroupant quarante-deux communes et près de 30 000 habitants. Cette entité était elle-même issue de la fusion de plusieurs intercommunalités, dont celle du canton de Saint-Sauveur-Lendelin à laquelle était déjà rattachée la commune de Saint-Aubin-du-Perron.
À compter du 1er janvier 2017, la commune est désormais rattachée à la communauté de communes Coutances Mer et Bocage qui regroupe 67 communes et plus de 48 000 habitants.
Le 1er janvier 2019, par arrêté préfectoral du 20 décembre 2018, Saint-Aubin-du-Perron devient une commune déléguée au sein de la commune nouvelle de Saint-Sauveur-Villages.
| Période                                  | Période   | Identité               | Étiquette | Qualité                                |
| ---------------------------------------- | --------- | ---------------------- | --------- | -------------------------------------- |
| janvier 2019                             | juin 2020 | Rose-Marie Duval       | SE        | Professeur des écoles                  |
| juillet 2020                             | En cours  | Marie-Françoise Robert | SE        | Conjointe collaboratrice d’agriculteur |
| Les données manquantes sont à compléter. |           |                        |           |                                        |

À l'issue des élections municipales de juin 2020, Saint-Sauveur-Villages est désormais représentée par 29 conseillers municipaux, répartis au prorata du nombre d’habitants, soit : douze pour Saint-Sauveur-Lendelin, quatre pour Vaudrimesnil, trois pour Le Mesnilbus, La Rondehaye et Ancteville, et deux pour Saint-Michel-de-la-Pierre et Saint-Aubin-du-Perron.

## Démographie
L'évolution du nombre d'habitants est connue à travers les recensements de la population effectués dans la commune depuis 1793. À partir du 1er janvier 2009, les populations légales des communes sont publiées annuellement dans le cadre d'un recensement qui repose désormais sur une collecte d'information annuelle, concernant successivement tous les territoires communaux au cours d'une période de cinq ans. 
Pour les communes de moins de 10 000 habitants, une enquête de recensement portant sur toute la population est réalisée tous les cinq ans, les populations légales des années intermédiaires étant quant à elles estimées par interpolation ou extrapolation. Pour la commune, le premier recensement exhaustif entrant dans le cadre du nouveau dispositif a été réalisé en 2006,.
En 2021, la commune comptait 230 habitants, en évolution de −4,96 % par rapport à 2015 (Manche : +0,44 %, France hors Mayotte : +2,49 %). 
Saint-Aubin-du-Perron a compté jusqu'à 1 233 habitants en 1806. Sa population est pratiquement diminuée de moitié à la suite de la cession en 1823 d'une partie de son territoire à la suite du rétablissement de la commune du Mesnilbus, démembrée et supprimée en 1794.
| 1793  | 1800  | 1806  | 1821  | 1831 | 1836 | 1841 | 1846 | 1851 |
| ----- | ----- | ----- | ----- | ---- | ---- | ---- | ---- | ---- |
| 1 100 | 1 100 | 1 233 | 1 194 | 666  | 681  | 670  | 641  | 658  |

| 1856 | 1861 | 1866 | 1872 | 1876 | 1881 | 1886 | 1891 | 1896 |
| ---- | ---- | ---- | ---- | ---- | ---- | ---- | ---- | ---- |
| 619  | 590  | 578  | 536  | 507  | 523  | 505  | 462  | 423  |

| 1901 | 1906 | 1911 | 1921 | 1926 | 1931 | 1936 | 1946 | 1954 |
| ---- | ---- | ---- | ---- | ---- | ---- | ---- | ---- | ---- |
| 371  | 357  | 354  | 318  | 310  | 335  | 306  | 318  | 305  |

| 1962 | 1968 | 1975 | 1982 | 1990 | 1999 | 2006 | 2011 | 2016 |
| ---- | ---- | ---- | ---- | ---- | ---- | ---- | ---- | ---- |
| 349  | 335  | 310  | 259  | 210  | 219  | 218  | 242  | 244  |

| 2019 | - | - | - | - | - | - | - | - |
| ---- | - | - | - | - | - | - | - | - |
| 258  | - | - | - | - | - | - | - | - |

## Économie
L'activité agricole est désormais la seule activité économique existante, à l'exception de quelques locations à vocation touristique. L'élevage bovin prédomine (lait, viande).
Les commerces de détail ainsi que les services y compris médicaux ou para-médicaux les plus proches se trouvent à Saint-Sauveur-Lendelin et à Périers.

## Lieux et monuments

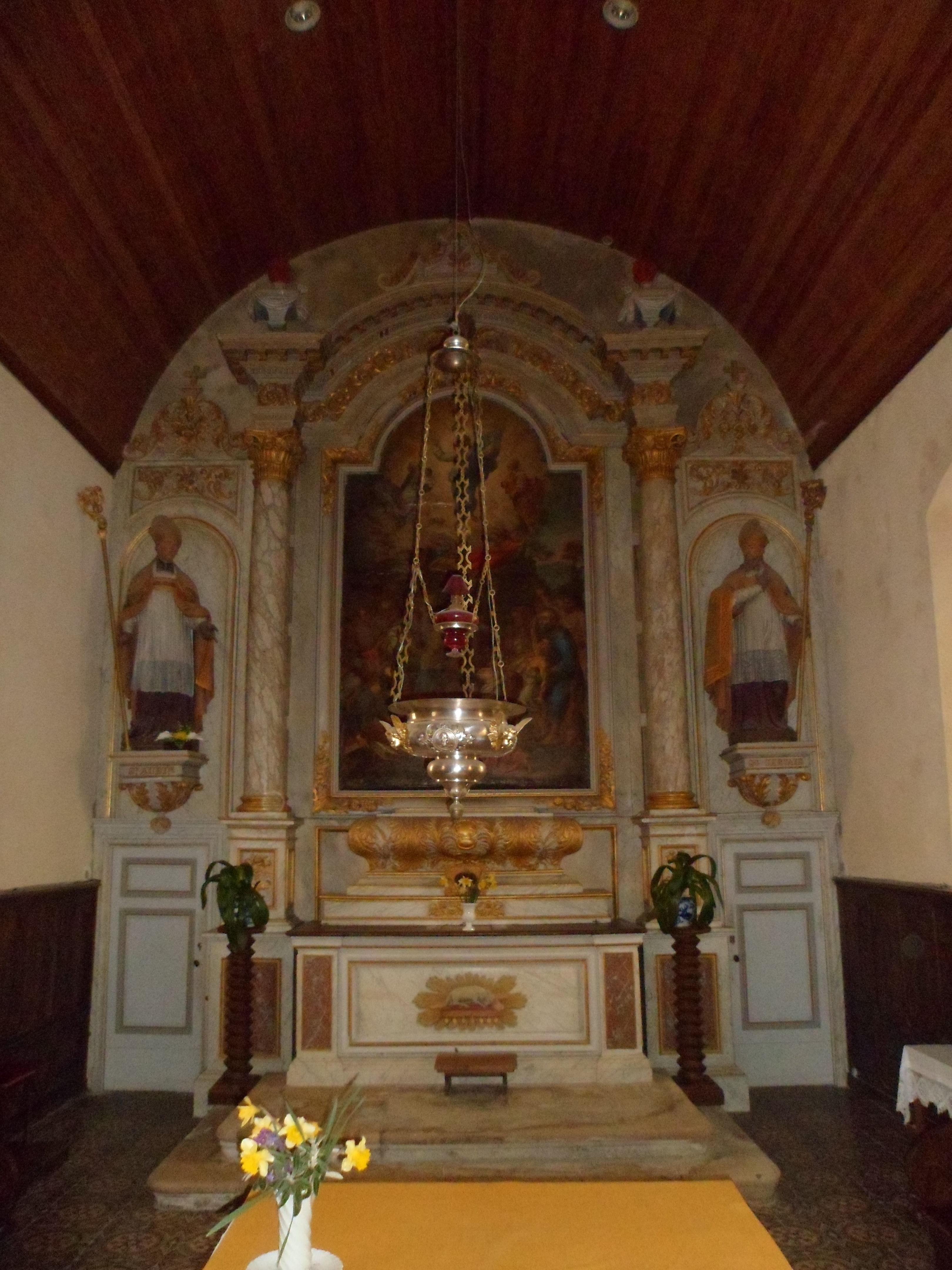
Le maitre-autel.

- Église Saint-Aubin des XIIe et XVIe siècles avec tour-porche et traces d'origine dont des ouvertures bouchées et à l'intérieur voûte lambrissée. La restauration du mur sud de la nef, le remplacement de la voûte en plâtre qui menaçait ruine, la rénovation de la toiture, du dallage et des bancs de la nef ont été réalisés en 1957.

En 1176 l'évêque Richard de Bohon a confirmé l'abbaye de Blanchelande comme propriétaire de l'église paroissiale. Cette donation avait été consentie environ 50 ans plus tôt par Guillaume d'Aubigny.
L'édifice abrite un ensemble maitre-autel-retable-tabernacle et tableau de l'Ascension d'après Raphaël du XVIIIe, chaire à prêcher et fonts baptismaux du XVIIe, une statuette sainte Barbe située sous le porche, protégeant de la foudre, une poutre de gloire gothique, un lutrin du XIXe en bois et quatre statues classées au titre objet aux monuments historiques : Vierge de douleur dite sainte Opportune du XVIe, saint Aubin et saint Servais du XVIIe, Vierge à l'Enfant du XIVe.
- Château du Perron. Le château actuel, qui remplace une construction plus ancienne, date du XIXe siècle (1830). Sa construction fut commandée, en 1860, par Jules d'Auxais.

Possession des Davy du Perron, qui étaient seigneurs du Perron, de Boisroger (Gouville-sur-Mer), d'Amfreville, de Quettreville, de Guéhébert, de Muneville, de Feugères, de Montcuit, de Mary et de Saint-Malo-de-la-Lande, dont Jacques Davy, sieur du Perron, qui rend foi et hommage pour le fief du Perron le 24 juillet 1536, et échoua entre les mains de la famille Le Canu de Basmaresq, qui possédait en outre le manoir de Basmaresq, son fief principal, à Périers, puis des Le Mennicier.
- Ancien manoir de la Hézardière et sa chapelle (capella de Heusarderia) dédiée à saint Jean-Baptiste, fondée en 1330 par Simon de la Hézardière[31]. La chapelle actuelle date de la fin du XVIe siècle et fut desservie jusqu'à la Révolution.

Au bord de l'étang subsistent quelques traces de la construction du XVIe siècle. Le fief de la Hazardière qui était un demi-fief de haubert, s'étendait sur Saint-Aubin-du-Perron, Aubigny, Marchésieux et Boisroger, et possédait comme indiqué dans une charte originale conservée dans le chartrier du Perron « manoir et cour fermée de douves ou fossés pleins d'eau avec pont-levis », et une chapelle.
Le manoir de la Hézardière  était au XIVe siècle la possession d'une famille qui en portait le nom. En 1394, Jehan de La Hézardière reçut de Louis d'Orléans les moulins de Manne à Périers et de Rohard à Saint-Martin-d'Aubigny, mentionnés sur la carte de Cassini. À ce fief principal fut ensuite réunis les fiefs de Creveuil à Marchésieux, de Boisroger, de Hotot à Aubigny.
En 1552, noble dame Léonarde Le Limannier, veuve de Michel de La Hézardière, « baille aveu au roi de la terre et seigneurie de la Hézardière ». En 1666, deux descendants de cette famille, Jacques et Adrien de La Hézardière, habitants dans la paroisse, furent reconnus noble lors de la recherche de noblesse de Chamillart. Le 2 juin 1676, le fief de la Hézardière fut réuni à celui du Perron.
- Château de Virville et sa chapelle dédiée à sainte Avoie[35]. La bâtisse actuelle date du XIXe siècle. La seigneurie de Virville a été la possession de la famille Davy de Virville depuis le XVIIe siècle[6].
- La chapelle de l'ancien fief de Launey ou l'Auney[36], dédiée à Notre-Dame et saint Edmond, Elle avait été restaurée lors du rachat de la propriété en 1655 par la congrégation des Eudistes qui avaient implanté en ces lieux un noviciat jusqu'à son transfert complet à Caen en 1732. La chapelle et les autres bâtiments sont alors retournés à un usage profane.
- Moulin à la Fauvelière.

## Activité et manifestations
Diverses cérémonies, animations, concours de belote et voyages sont organisés par : 
- le comité des fêtes ;
- le club de l'amitié ;
- la société de chasse ;
- l'association des anciens combattants.

La salle polyvalente municipale permet d'abriter manifestations, repas, spectacles, concours de belote.

## Personnalités liées à la commune
- Jacques Davy du Perron (1556-1628), cardinal et poète, très fortement impliqué dans l'abjuration de la religion protestante par Henri IV, dont la famille est issue de Saint-Aubin-du-Perron.
- Jules d'Auxais (1818-1881), homme politique, député puis sénateur, mort à Saint-Aubin-du-Perron.
- Madeleine Desdevises (1967-1982), actrice principale dans le film de Jacques Doillon, La Drôlesse, a résidé chez ses parents à Saint-Aubin-du-Perron où elle est inhumée, après être morte d'une leucémie.